# Beata pernix
Beata pernix là một loài nhện trong họ Salticidae.
Loài này thuộc chi Beata. Beata pernix được Elizabeth Maria Gifford Peckham & George William Peckham miêu tả năm 1901.